# Parapamea simplicissima
Parapamea simplicissima là một loài bướm đêm trong họ Noctuidae.